# ヒゲとボイン (UNICORNの曲)
「ヒゲとボイン」は、日本のロックバンドであるUNICORNの楽曲。
1991年10月25日にソニー・ミュージックレコーズから7枚目のシングルとしてリリースされた。作詞・作曲は奥田民生が行い、プロデュースはUNICORN名義となっている。
前作「ブルース」（1991年）よりおよそ4か月ぶりにリリースされたシングルであり、7枚目のアルバム『ヒゲとボイン』（1991年）のリリースからおよそ1か月後にリカットされた。
「大迷惑」（1989年）、「働く男」（1990年）に次ぐ会社員を主人公とした楽曲であり、ビートルズやエレクトリック・ライト・オーケストラの影響を受けたサウンドで構成されている。楽曲のタイトルは小島功の漫画『ヒゲとボイン』（1974年 - 2011年）から拝借されている。
オリコンチャートでは最高位23位となった。また、後に本作をベースとして奥田プロデュースによるPUFFYの楽曲「アジアの純真」（1996年）が制作されたほか、TRICERATOPSやPOLYSICSが本作をカバーしている。
本作のミュージック・ビデオは邦楽初の3D映像という触れ込みで制作が行われたが、撮影現場で急遽使用機材を変更したために3D化が不可能となり失敗に終わった。

## 録音、制作
本作のタイトルは男性漫画雑誌『ビッグコミックオリジナル』にて連載された小島功の漫画『ヒゲとボイン』（1974年 - 2011年）から拝借された。その理由は、レコード大賞にて授与された盾に奥田が落書きしたところ、それが小島の描く漫画に似ていたためであった。
ドラムスのパートは、西川と奥田のツインドラムスとなっており、左チャンネルに西川、右チャンネルに奥田の演奏を聴くことができる。

曲の最後の部分は、フェードアウトと同時に徐々にコンプレッサーで音を圧縮していく処理がなされている。
カップリング曲となっている「ヒゲとボイン (EXTENDED mix)」に関して奥田民生は失敗作であると述べ、阿部義晴は「前代稀にみるミックスで、思わずオーディオルームを飛び出しました」と述べたほか、西川幸一は「長い目で見れば、いろいろあるよね」と述べている。

## 音楽性と歌詞
音楽誌『ARENA37℃』1991年11月号にてライターの藤野洋子は、表題曲の「ヒゲ」とは「権力や地位を持つ男のシンボル的な意味を持ってる」と述べたほか、2枚目のアルバム『PANIC ATTACK』（1988年）収録曲である「HEY MAN!」の内容を彷彿させると指摘、「あの時の少年はサラリーマンになっても同じ憂き目を見ているような、そんなふうにも思える」と述べている。
音楽誌『別冊宝島724 音楽誌が書かないJポップ批評22 ユニコーン&奥田民生の摩訶不思議』においてライターの榊ひろとは、「ジェフ・リン (ELO) 的な壮大なスケールのサウンドを聞かせる大曲」であると述べたほか、また「メロディやリフ、コーラスの端々にビートルズ的な意匠も凝らされている」とも述べている。また、榊は本作から厚みや重みを取り除いてポップに仕立て上げた曲が奥田がプロデュースしたPUFFYの「アジアの純真」（1996年）であると指摘している。

## リリース
1991年10月25日にソニー・ミュージックレコーズから8センチCDでリリースされた。シングル盤のジャケットイラストは小島功が担当している。しかし初版では漫画の版元が小学館であるのにも拘わらず「集英社」とする誤植があった。
カップリング曲である「ヒゲとボイン (EXTENDED mix)」、「黒い炎 (EXTENDED mix)」は、長らくシングル盤以外では鑑賞不可能であったが、ベスト・アルバム『Quarter Century Single Best』（2012年）にてデジタル・リマスター版が収録された。

## チャート成績
本作はオリコンチャートにおいて最高位23位、登場回数は7回、売り上げ枚数は5.8万枚となった。

## ミュージック・ビデオ
本作のミュージック・ビデオは板屋宏幸がディレクターを担当している。本作とアルバム収録曲である「ニッポンへ行くの巻」のビデオ撮影は、初日が本作で2日目が「ニッポンへ行くの巻」のスタジオ撮影となる2日間の強行スケジュールで行われた。ビデオの絵コンテ制作のため、映画『プリティ・ウーマン』（1990年）の撮影に使用された豪華なホテルを当時マネージャーであった原田公一が予約し、そこで板屋が缶詰となって絵コンテを描くこととなった。しかし絵コンテを描き過ぎた結果、1日で撮影できるカット数を遥かに凌駕しており、日没までにすべてが撮り終わらず絵コンテ全体の3割程度しか撮影できなかったため、板屋は「ぼくのキャリアの中では編集的に最も苦労した作品の一つです」と述べている。
また、本作のミュージック・ビデオは事前に「邦楽ビデオクリップ初の3D」という触れ込みで告知が行われており、事前検証で使用したビデオカメラで撮影していれば問題なく3D化が可能であったが、撮影現場となったロサンゼルスにて急遽フィルム撮影に変更したために3D化が不可能となった。また、スタッフがビデオカメラで撮影していたメイキング映像だけは3D化が出来ていたために、板屋は強く後悔することになったと述べている。本来であれば専用3Dメガネを使うことで立体的に見える効果が現れる予定であったため、3Dメガネを3万個製作済であったが、どうにもならない状況のため雑誌に「大失敗!」という謝罪広告をだすこととなった。

## ライブ・パフォーマンス
本作に関するテレビ出演として、1991年10月18日放送のフジテレビ系音楽番組『G-STAGE』（1991年 - 1992年）にて演奏されたほか、同年11月8日放送のテレビ朝日系音楽番組『ミュージックステーション』（1986年 - ）に初出演し本作を演奏した。

## カバー
- TRICERATOPS - トリビュート・アルバム『ユニコーン・トリビュート』（2007年）に収録[9][10][11]。
- POLYSICS - トリビュート・アルバム『ユニコーン・カバーズ』（2013年）に収録[12][13][14][15]。

## シングル収録曲
| 全編曲: UNICORN。 |                                                              |            |       |
| #                 | タイトル                                                     | 作詞・作曲 | 時間  |
| 1.                | 「ヒゲとボイン (ALBUM mix)」(HIGE & BOING (ALBUM mix))       | 奥田民生   | 4:41  |
| 2.                | 「ヒゲとボイン (EXTENDED mix)」(HIGE & BOING (EXTENDED mix)) | 奥田民生   | 7:03  |
| 3.                | 「黒い炎 (EXTENDED mix)」(BLACK FLAME (EXTENDED mix))        | 堀内一史   | 4:44  |
| 合計時間:         | 合計時間:                                                    | 合計時間:  | 16:28 |

## スタッフ・クレジット

### UNICORN
- 西川幸一 - ドラムス
- 手島いさむ - ギター
- 奥田民生 - ボーカル、ギター、ドラムス
- 堀内“ミュゼ”一史 - ベース
- 阿部義晴 - キーボード

### スタッフ
- ジョン・ルウォンゴ（エレクトリック・レディ・スタジオ、ニューヨーク） - リミックス（2, 3曲目）
- ゲイリー・ヘルマン（エレクトリック・レディ・スタジオ、ニューヨーク） - リミックス（2, 3曲目）
- 小島功 - フロントカバー・漫画執筆

## リリース履歴
| No. | 日付           | レーベル                     | 規格      | 規格品番  | 最高順位 | 備考 |
| --- | -------------- | ---------------------------- | --------- | --------- | -------- | ---- |
| 1   | 1991年10月25日 | ソニー・ミュージックレコーズ | 8センチCD | SRDL-3401 | 23位     |      |

## 収録アルバム
「ヒゲとボイン (ALBUM mix)」
- 『ヒゲとボイン』（1991年）
- 『THE VERY BEST OF UNICORN』（1993年）
- 『STAR BOX』（1999年）
- 『ULTRA SUPER GOLDEN WONDERFUL SPECIAL ABSOLUTE COMPLETE PERFECT SUPREME TERRIFIC ULTIMATE...』（2002年）
- 『I LOVE UNICORN 〜FAN BEST〜』（2009年）
- 『Quarter Century Single Best』（2012年）

「ヒゲとボイン (EXTENDED mix)」
- 『Quarter Century Single Best』（2012年）

「黒い炎 (EXTENDED mix)」
- 『Quarter Century Single Best』（2012年）